# 橘常主
橘 常主（たちばな の つねぬし）は、平安時代初期の貴族。名は当主（あてぬし）とも記される。参議・橘奈良麻呂の孫。兵部大輔・橘島田麻呂の六男。官位は従四位下・参議。

## 経歴
大学少允・式部丞・蔵人を経て、弘仁8年（817年）従五位下・少納言に叙任される。
弘仁9年（818年）権左少弁、弘仁10年（819年）蔵人頭兼左中弁に任ぜられるなど、嵯峨天皇に側近として仕える一方、近衛少将・式部大輔・修理大夫・中務大輔なども兼ねる。また、弘仁12年（821年）正月に正五位下、同年4月には従四位下と嵯峨朝末に急速に昇進し、弘仁13年（822年）橘氏としては祖父・橘奈良麻呂以来73年ぶりに参議に任ぜられ公卿に列した。この間、嵯峨天皇の命令により藤原冬嗣らと共に『弘仁格式』の編纂に参画している。
淳和朝では、議政官として弾正大弼・下野守を兼ねる。天長元年（824年）守・介の任期を4年から6年に延長したほか、諸公卿の提言を入れて国司に関する新たな制度が定められているが、このうち以下については常主の提言が採用されている。
- 勘解由使の再設置[4]
- 公廨に未納があれば貸借すること[5]
- 諸社封物を国司が検校すること[6]

天長3年（826年）6月2日卒去。享年40。最終官位は参議従四位下行弾正大弼兼下野守。薪を積みその上に座して焼死したという。

## 官歴
注記のないものは『公卿補任』による。
- 弘仁2年（811年） 正月29日：大学少允
- 弘仁4年（813年） 正月25日：式部少丞
- 弘仁7年（816年） 正月：蔵人。3月3日：式部大丞
- 時期不詳：正六位上[8]
- 弘仁8年（817年） 正月7日：従五位下。2月2日：少納言。9月29日：右馬頭
- 弘仁9年（818年） 正月13日：権左少弁
- 弘仁10年（819年） 3月：蔵人頭。6月29日：左中弁
- 弘仁11年（820年） 正月7日：従五位上。8月9日：左近衛少将[9]
- 弘仁12年（821年） 正月7日：正五位下。正月10日：兼式部少輔。4月1日：従四位下、兼修理大夫、止少将。5月：兼中務大輔、大夫如元。9月1日：兼式部大輔
- 弘仁13年（822年） 3月：参議、大夫大輔如元
- 天長元年（824年） 4月9日：兼弾正大弼、大輔如元
- 天長2年（825年） 10月27日：兼下野守、大弼如元
- 天長3年（826年） 6月2日：卒去（参議従四位下行弾正大弼兼下野守）

## 系譜
- 父：橘島田麻呂[7]
- 母：淡海三船の娘[7]
- 生母不明の子女
  - 男子：橘安吉雄[10]
  - 男子：橘三夏（?-880）[11]
  - 男子：橘世人[10]
  - 男子：橘三冬